# 落合福嗣
落合 福嗣（おちあい ふくし、1987年8月20日 - ）は、日本の男性声優、タレント、ナレーター。愛知県名古屋市生まれ、東京都育ち。青二プロダクション所属。
落合博満・信子夫妻の長男。元プロレスラーのジャイアント落合は従兄。

## 来歴
父・博満が中日ドラゴンズの選手として在籍中に名古屋市で生まれる。一人っ子である。国士舘大学21世紀アジア学部卒業。アミューズメントメディア総合学院東京校声優タレント学科卒業。国士舘中学時代は、軟式野球チーム「世田谷ウイングス」の大型内野手として活躍した。しかし中学校時代には上級生からバットで膝を殴られるなどのいじめに遭い、その怪我の影響で高校在学中に野球を断念。
2004年、母・信子に誘われて博満が監督を務めた中日ドラゴンズの優勝祝賀会におけるビールかけへ参加。当時17歳で国士舘高校野球部の部員だったことと、当該シーンが全国にテレビ中継されたことから、のちに親子ともども高野連から厳重注意を受けた。これはビールかけへの参加に対する指摘ではなく、野球部員がプロ選手との写真撮影やテレビ出演などを禁じる学生野球憲章に違反したためである。当時の福嗣は「あっ、ビールはよくて、そこがダメだったのか」と感じたという。
2009年3月、KINYA、演歌歌手の広野ゆき、秋葉系アイドルのまいみんらと「KINYA&ALpha」というユニットを結成。CDアルバム『摩天楼ブルース』をリリース。
2015年4月より青二プロダクションのジュニア所属（新人研修生。3年後の再オーディションに合格すればプロダクションに正式所属となる）となった。母・信子は「周囲から認められるようなレベルに達しないと大きなチャンスは巡って来ない」と厳しくもエールを送っている。同年6月20日放送の『新・情報7DAYS ニュースキャスター』（TBS系列）にてナレーションを務めた際、今後しばらくは顔出しでのタレント活動の休止を明らかにした。
2015年9月、『プロ野球 ファミスタ リターンズ』のイベント出演に向け、高校時代以来となるバッティング練習を父の指導のもと行った。
2015年7月から放送の『それが声優!』にて本格的なアニメ声優デビューを果たす。
2019年5月より青二プロダクションに正式所属となる。同年には第13回声優アワードにて新人男優賞を受賞。
声優活動により知名度を上げ、俳優業への進出やタレントとしてのメディア出演再開など活動の幅を広げた。野球やアニメ関連のイベントやトークショーへ出演することもある。
2010年11月13日、Skypeでの出会いをきっかけに4か月間交際した山口県萩市出身の一般女性と、2010年10月18日に結婚した旨を「Ustream」にて発表。2014年1月20日、長女が誕生。2016年6月に第2子（次女）が、2019年9月22日には第3子となる男児（長男）が誕生。それぞれ自身のTwitterにて報告している。

## 人物
父親の知名度の影響もあり幼少期から各種メディアに出演。虚実混交したエピソードが「落合福嗣伝説」として流布され、著書のタイトルもそれになぞらえている。福嗣によれば、幼少期は現役プロ野球選手である父とのふれあいが希薄であり、久しぶりの休日に父と外出してもスポーツ紙の番記者やファンへの応対に時間をとられていた。それらを敵視し、いたずらを繰り返した結果が「“悪童”伝説」とされたもので、誇張されたエピソードは少ないという。
父親とともに『機動戦士ガンダム』シリーズのファンとして知られる。自身が初めて観たシリーズ作品は『機動戦士ガンダム 第08MS小隊』。
MMORPG『ファイナルファンタジーXIV 新生エオルゼア』の熱心なプレイヤーである。
資格は普通自動車運転免許を保有。趣味は映画鑑賞、ガンプラ製作、食べ歩き、ガーデニング。特技は野球、水泳、歌唱。自転車（特にロードバイク）や爬虫類を好み、自身のTwitterではこれらについて頻繁に発信している。
学生時代には英語を得意とし、「私立中学校英語レシテーション（暗唱）大会」での入賞歴がある。
声優を志すきっかけは、少年時代に父親と自宅で鑑賞した『ターミネーター』。「みんな日本語が上手だね」と感心する福嗣に対し、父・博満は「あれは日本人がやってるんだよ。声優さんというお仕事があって、その人に声を当てているんだよ」と返答。日本語吹き替え声優の存在を初めて知り「僕も声優さんになったら、ターミネーターになれるかな?」と尋ねたという。福嗣は「すごいな。声優ってそういう仕事があるんだ。なりたいなというのが僕の出発点になっている」と、当時を述懐している。

## 出演
太字はメインキャラクター。

### テレビアニメ
2015年
- それが声優!（イベントのスタッフ、ファン）
- ダイヤのA -SECOND SEASON-（2015年 - 2016年、玉木浩司、観客、青道応援）
- ちびまる子ちゃん（2015年 - 2021年、焼きそば屋、西部夫）

2016年
- 霊剣山 星屑たちの宴（聞宝のお付き、芳、クマ）
- 灰と幻想のグリムガル（モグゾー）
- 紅殻のパンドラ（チンピラC）
- とんかつDJアゲ太郎（夏目球児）
- 僕のヒーローアカデミア（1Pメカ、生徒）
- おじゃる丸（2016年 - 2018年、オバケ飴屋、プロレスラー、社長、コイ、見合い相手）
- マギ シンドバッドの冒険（騎士G）
- あはれ!名作くん（田中、キタ）
- あまんちゅ!（2016年 - 2018年、たわしくん） - 2シリーズ
- Rewrite（冬牙、超人、魔法使い班長）
- 信長の忍び（2016年 - 2018年、今川氏真、安藤守就、三好長逸、丹羽長秀、北畠具房、木下秀長、岡吉正、真雄） - 3シリーズ
- orange（テキ屋）
- 甘々と稲妻（父親）
- バッテリー（崎山）
- PERSONA5 the Animation -THE DAY BREAKERS-（陽気なMC）
- タイガーマスクW（2016年 - 2017年、米国レフリー、若手、EVIL、係員 他）
- ALL OUT!!（2016年 - 2017年、熱田猛雄、落合慧太、倉山武也、細谷長司）

2017年
- 3月のライオン（将棋連盟職員）
- ガヴリールドロップアウト（プレイヤー）
- ちるらん にぶんの壱（島田魁）
- AKIBA'S TRIP -THE ANIMATION-（店員さん）
- エルドライブ【ēlDLIVE】（デミルJr.）
- “栄光なき天才たち”からの物語（水泳部員B）
- ロクでなし魔術講師と禁忌教典（カイ＝ファニス）
- クロックワーク・プラネット（財務大臣）
- プリンセス・プリンシパル（ベアトリス〈変声時〉）
- 妖怪アパートの幽雅な日常（不良C）
- 名探偵コナン（2017年 - 2022年、林刑事、古川義久、水原なおと）
- THE IDOLM@STER Prologue SideM -Episode of Jupiter-（スカウトマン）
- ROBOMASTERS THE ANIMATED SERIES（王俊、実況〈アバン〉）
- 牙狼〈GARO〉 -VANISHING LINE-（カップル・男）
- 忍たま乱太郎（侍）
- UQ HOLDER! 〜魔法先生ネギま!2〜（黒服）
- 王様ゲーム The Animation（大野明）
- ブラッククローバー（コーザ）
- 血界戦線 & BEYOND（異界の荒くれ者達）
- プリプリちぃちゃん!!（ニンマルくん、トラ）
- いぬやしき（男子生徒）

2018年
- バジリスク 〜桜花忍法帖〜（甲羅式部、家臣）
- クラシカロイド（遊牧）
- からかい上手の高木さん（2018年 - 2022年、木村） - 3シリーズ
- HUGっと!プリキュア（2018年 - 2019年、チャラリート）
- ハクメイとミコチ（タヌキ）
- グラゼニ（凡田夏之介） - 2シリーズ
- フルメタル・パニック! Invisible Victory（作戦本部スタッフ）
- ゲゲゲの鬼太郎（第6作）（2018年 - 2019年、水妖怪、河童、キノピー、内田、ビディ、化け湯飲み、高志、水ほうこう 他）
- ゴールデンカムイ（2018年 - 2023年、土方の手下たち、嵩） - 2シリーズ
- Back Street Girls -ゴクドルズ-（アイドルオタク）
- ムヒョとロージーの魔法律相談事務所（ナナ父）
- 邪神ちゃんドロップキック（2018年 - 2023年、千葉茂） - 3シリーズ + 特別編
- 夢王国と眠れる100人の王子様（木B）
- 火ノ丸相撲（2018年 - 2019年、小関信也）
- 逆転裁判 〜その「真実」、異議あり!〜（本土坊薫）

2019年
- 臨死!!江古田ちゃん
- 爆釣バーハンター（危険魚デスソウルシップ）
- 転生したらスライムだった件（冒険者達）
- けだまのゴンじろー（店長）
- フルーツバスケット（男性）
- ブンボーグ009（ブンボーグ008）
- 女子高生の無駄づかい（ぴーなっつP）
- BEASTARS（2019年 - 2021年、サヌ、ゾウ、イヌ、チーター、シシ組 / ジンマ 他） - 2シリーズ
- 歌舞伎町シャーロック（文丸）
- キラッとプリ☆チャン（2019年 - 2020年、黒川ユースケ）

2020年
- ダーウィンズゲーム（シノヅカ）
- ID:INVADED イド:インヴェイデッド（西村月丸）
- シャドウバース（磯崎先生）
- ジビエート（佐久間秀典）
- ねこねこ日本史（小杉左近、刑部親王、吉良義冬）

2021年
- 半妖の夜叉姫（お嬢）
- ONE PIECE（マーシャル・D・ティーチ〈子供〉）
- バトルアスリーテス大運動会 ReSTART!（ジミー・観音寺、おしのけ、そこのけ、どこのけ）
- NOMAD メガロボクス2（ボンジリ）
- ましろのおと（荒川潮）
- 蜘蛛ですが、なにか?（ゲイツ）
- ぼくたちのリメイク（杉本ミキオ）
- 湖池屋SDGs劇場 サスとテナ（2021年 - 2023年、ナレーション、六角神芋） - 2シリーズ
- プラチナエンド（明日の叔父）
- ビルディバイド（2021年 - 2022年、三草守胤） - 2シリーズ

2022年
- トライブナイン（大門愛海）
- ハコヅメ〜交番女子の逆襲〜（轟）
- ブッチギレ!（ボウ〈某〉）
- BORUTO-ボルト- NARUTO NEXT GENERATIONS（松重ダイゼン）
- リコリス・リコイル（依頼主）
- シルバニアファミリー シリーズ（2022年 - 2023年、ウォルター） - 2シリーズ

2023年
- 不滅のあなたへ（2023年 - 2025年、カム、タマキカズム） - 2シリーズ
- 老後に備えて異世界で8万枚の金貨を貯めます（マルセル）
- 転生貴族の異世界冒険録〜自重を知らない神々の使徒〜（コルジーノ）
- 異世界ワンターンキル姉さん 〜姉同伴の異世界生活はじめました〜（レイス〈悪霊〉）
- 鬼滅の刃 刀鍛冶の里編
- ライザのアトリエ 〜常闇の女王と秘密の隠れ家〜（ランバー・ドルン）
- るろうに剣心 -明治剣客浪漫譚- (2023)（2023年 - 2024年、火男） - 2シリーズ
- 経験済みなキミと、経験ゼロなオレが、お付き合いする話。（伊地知祐輔）
- ダークギャザリング（権田大助）

2024年
- スナックバス江（タツ兄）
- 逃走中 グレートミッション（2024年 - 2025年、パルト、ショーン）
- 忘却バッテリー（催眠術師）
- かつて魔法少女と悪は敵対していた。（戦闘員）
- 結婚するって、本当ですか（権田広見）
- 新テニスの王子様 U-17 WORLD CUP SEMIFINAL（ダンクマール・シュナイダー）
- クレヨンしんちゃん（青年）
- ドラゴンボールDAIMA（2024年 - 2025年、魔人ドゥー）

2025年
- 黒岩メダカに私の可愛いが通じない（肉山、体育の先生）
- キン肉マン 完璧超人始祖編（工作員）
- アン・シャーリー（アラン牧師）
- 学校では教えてくれない大切なこと（セートン先生、ウオッチ博士）
- 異世界マンチキン -HP1のままで最強最速ダンジョン攻略-（ロシナンテ）

### 劇場アニメ
2015年
- シンドバッド 空とぶ姫と秘密の島（砲手 他）

2016年
- ずっと前から好きでした。〜告白実行委員会〜（生徒 他）

2017年
- ちゃらんぽ島の冒険（ぐんま）
- 夜は短し歩けよ乙女（客引き男）

2018年
- 劇場版 夏目友人帳 〜うつせみに結ぶ〜（ハバキ）

2019年
- えいが うちの3姉妹（ポークポポポーク）
- タマ&フレンズ〜タマとふしぎな石像〜（ブル）
- Walking Meat（マサル）
- 空の青さを知る人よ（中村正道）

2020年
- 泣きたい私は猫をかぶる（ハジメ）

2021年
- 機動戦士ガンダム 閃光のハサウェイ（レイモンド・ケイン）
- 竜とそばかすの姫
- クレヨンしんちゃん 謎メキ!花の天カス学園（バイク不良B）
- 劇場版 抱かれたい男1位に脅されています。〜スペイン編〜（アントニオ）

2022年
- 劇場版 からかい上手の高木さん（木村）

2025年
- ベルサイユのばら（ルイ16世）

### OVA
- ハイスクールD×D BorN（2015年、ブリザードドラゴン）※DX.2 BD付限定版
- あさがおと加瀬さん。（2018年）[87]
- からかい上手の高木さん（2018年、木村） - コミックス第9巻OAD付き特別版

### Webアニメ
- ホイッスル!（ボイスリメイク版）（2016年、尾花沢、スカウトマン）
- 異世界居酒屋〜古都アイテーリアの居酒屋のぶ〜（2018年、客）
- ニンジャボックス（2019年、郷くん）
- Shenmue the Animation（2022年、張書勤）
- 悪魔くん（2023年、深林）

### ゲーム
2010年
- 龍が如く4 伝説を継ぐもの（落合福嗣）

2015年
- プロ野球 ファミスタ リターンズ（ピノ・CMナレーションも担当）
- モンスター烈伝 オレカバトル（カマエル）

2016年
- 三国志大戦(第2期)（曹昂、劉封、区星、馬岱、朱燃など）
- 神獄塔 メアリスケルター（門脇永遠）
- ペルソナ5

2017年
- スーパーロボット大戦V（ウォルフガング部下）

2018年
- 北斗が如く
- スーパーロボット大戦X（ウォルフガング部下）
- フルメタル・パニック！ 戦うフー・デアーズ・ウィンズ
- 神獄塔 メアリスケルター2（門脇永遠）
- クイズマジックアカデミー ロストファンタリウム（オオマジペンギン）
- 東京放課後サモナーズ（エビス、マルドゥック）

2019年
- スーパーロボット大戦T（ウォルフガング部下）
- ライザのアトリエ 〜常闇の女王と秘密の隠れ家〜（ランバー・ドルン）
- ペルソナ5 ザ・ロイヤル

2020年
- 恋の花咲く百花園（藤村かなえ）
- プロ野球 ファミスタ 2020（ピノ）
- 神獄塔 メアリスケルターFinale（門脇永遠）

2021年
- ブレイブリーデフォルトII（ヘリオ）

2022年
- ドラゴンクエストX 天星の英雄たち オンライン（ラミザ王子）
- ドラゴンクエストX 目覚めし五つの種族 オフライン（ラミザ王子）

2023年
- ライザのアトリエ3 〜終わりの錬金術士と秘密の鍵〜（ランバー・ドルン）
- 超探偵事件簿 レインコード（ドミニク＝フルタンク）
- ドラゴンクエストモンスターズ3 魔族の王子とエルフの旅（オンオン）

2024年
- ペルソナ3 リロード（末光望美）
- ライブ・ア・ヒーロー!（ステリオ）

### ドラマCD
- 四十五番目の話（2014年、サトル） ※全6巻[103]
- タイガーマスクW×湘南乃風 オリジナルシナリオドラマCD（2017年、ゴールデンスター）
- アキバズタイムトリップ 〜時をかけるタモツ〜（2017年） ※「AKIBA'S TRIP -THE ANIMATION-」Blu-rayボックスVol.2初回仕様限定特典

### BLCD
- 抱かれたい男1位に脅されています。6（アントニオ）

### ラジオドラマ
- 青山二丁目劇場
  - 原作・柳家金語楼「ラーメン屋」よりラジオドラマ「腹を空かせた客」（無線の声）
  - オリジナルドラマ「ファスナー」（オチナイ）

### 吹き替え

#### 映画
2016年
- ファンタスティック・ビーストと魔法使いの旅（サム〈マシュー・ウィルソン〉）
- マックス&エリー 15歳、ニューヨークへ行く!（バッド〈パトリック・シュワルツェネッガー〉）
- ムカデ人間3（囚人〈北村昭博〉）

2017年
- ゴッホ 最期の手紙（ポール・ゴーギャン）
- ネイキッド（ベントリー巡査〈デイヴ・シェリダン〉 他）
- パワーレンジャー（補習クラスの先生）

2018年
- アウトロー・キング スコットランドの英雄（アンガス・マクドナルド〈トニー・カラン〉）※Netflix版
- 君はONLY ONE（ジム）
- レザーフェイス-悪魔のいけにえ（バド）

2019年
- シャザム!（バーク・ブライヤー）※劇場公開版
- 世界にひとつのロマンティック（キーショーン〈トレイシー・モーガン〉）
- ターミネーター:ニュー・フェイト（移民局の男性医師）

2020年
- 百万長者と結婚する方法（トム・ブルックマン〈キャメロン・ミッチェル〉）※N.E.M版
- ミッドサマー（ペレ〈ヴィルヘルム・ブロングレン〉）

2021年
- モキシー 〜私たちのムーブメント〜（ブラッドリー〈チャーリー・ホール〉）
- モンスターハンター（操縦士）
- ゴジラvsコング（ヒーヴP）
- トゥモロー・ウォー（チャーリー〈サム・リチャードソン〉）

2022年
- でっかくなっちゃった赤い子犬 僕はクリフォード（マリク〈ラッセル・ピーターズ〉）
- ジョーズ2（アンディ〈ゲイリー・スプリンガー〉）※BSテレ東版
- ソニック・ザ・ムービー/ソニック VS ナックルズ（警備員）

2023年
- ユー・ピープル 〜僕らはこんなに違うけど〜（エズラ〈ジョナ・ヒル〉）
- シャザム!〜神々の怒り〜（バーク・ブライアー）

#### ドラマ
- 私立探偵ダーク・ジェントリー（2016年、ケン）
- マニアック（2018年、オーウェン・ミルグリム〈ジョナ・ヒル〉）
- THE IDOL/ジ・アイドル（2023年[115]）
- エコー（2024年、カズン・ビスケット）

#### テレビ番組
- プロジェクト・ランウェイ（2017年、ジェイク）

#### アニメ
2015年
- サミーとシェリー2 僕らの脱出大作戦（アルバート）

2016年
- みつばちマーヤの大冒険（クロウリー）

2018年
- 絵文字の国のジーン（トラヴィス）
- ボス・ベイビー: ビジネスは赤ちゃんにおまかせ!（ジンボ）

2019年
- みつばちマーヤの大冒険2 ハニー・ゲーム（クロウリー）
- ビクター&バレンティノ（バレンティノ）

2020年
- アンダー・ザ・シー 〜ぼくたち海底王国パトロール隊〜（アレックス）
- アダムス・ファミリー（男性アナ）

2021年
- あの夏のルカ（チッチョ）
- パウ・パトロール ザ・ムービー（ブッチ）

2022年
- ストレンジ・ワールド/もうひとつの世界（カスピアン）

2023年
- 雄獅少年/ライオン少年（ワン公）
- ウィッシュ（サイモン）

### 特撮
- 宇宙戦隊キュウレンジャー（2017年、グローブンの声[125]）

### ナレーション
- サンデージャポン（TBSテレビ） - デーブ・スペクターのワールドワイドニュース（DAVE SPECTER’S WORLD WIDE NEWS）
- 情報7daysニュースキャスター（TBSテレビ）
- 土曜スペシャル（テレビ東京）
  - 「絶景ハウマッチ!?一度は見たいアノ絶景!行くといくらかかる?」（2015年8月29日）
  - 「爆笑珍道中!2世芸能人の自炊旅しまーす!」（2018年6月9日）
- 指原カイワイズ - （2015年 - 2016年、フジテレビ）[注 1]
- 誰にも表彰されない ギョーカイ神記録 - （2015年10月16日 、テレビ朝日）
- 関ジャニ特命捜査班7係（2016年1月30日、日本テレビ）
- スポーツジャングル（2017年3月7日、フジテレビ） - 『落合博満伝説』のVTRを担当。父の偉業を息子である本人がナレーションした。
- 日曜ビッグバラエティ「東京湾大調査! お魚ぜんぶ獲ってみた 〜深海500ｍカメラを仕掛けたら〜」（2017年9月17日、テレビ東京）
- 明石家さんまの転職DE天職7（2018年4月29日、日本テレビ） - 自身の歴史をナレーション、スタジオ出演。
- ラストアイドル（2018年10月14日 - 2019年9月29日、テレビ朝日）[126]
- かみひとえ（2019年7月1日 - 2020年9月21日、テレビ朝日）[127]
- デカ盛りハンター（2020年4月3日 - 2022年4月8日、テレビ東京）[128]
- 世界一受けたい授業（2020年10月10日 - 2024年3月23日、日本テレビ）[129]
- それって!?実際どうなの課（2021年2月10日 - 3月3日、中京テレビ）
- THE TIME,（2021年10月01日 - 2023年9月29日、TBSテレビ）[130][131]
- 100%!アピールちゃん（2021年10月11日 - 2022年8月22日、TBSテレビ）[132]
- 夢球場30年・夏の記憶（2023年3月25日、秋田朝日放送）

### テレビドラマ
- 春の時代劇スペシャル・桃太郎侍III 「将軍と御落胤 八百万石に命を賭けた夫婦旅」（1994年3月31日、テレビ朝日） - 山田市松 役
- 下町ロケット（2018年10月14日、TBSテレビ） - 田辺海斗 役[133]

### テレビ番組
- いい旅・夢気分（テレビ東京）
- 〜遠隔操作バラエティ〜ウドで訊く!（2008年、テレビ神奈川） - トークゲスト
- ZIP!（日本テレビ） - ボイスオーバー
- 徹子の部屋（テレビ朝日） - ゲスト（2019年8月6日[134]）
- モテ福（テレビ埼玉） - フクシロウ
- 菅田将暉TV（NHK） - マサ（菅田将暉）
- FNSオールスター秋の祭典 新ドラマ対抗“生”クイズバトル!メジャーランド（2019年10月3日、フジテレビ） - 「空の青さを知る人よ」チームの一員として出演
- 笑アニさまがやってくる!（2019年12月24日、NHK総合）

### CM
- 東海旅客鉄道 - 1988年、「3月13日ダイヤ改正」に一家で出演。
- アオキーズピザ - 2006年、母・信子と共演。2007年、当時中日に在籍していたタイロン・ウッズと共演。

### その他コンテンツ
- FeBe（現・audiobook.jp）オーディオブック『また、同じ夢を見ていた』（2017年、桐生くんの父[135]）
- 矢場とんオリジナルアニメ『大須のぶーちゃん』（2019年・2022年、ぶーちゃん[136]）
- ジャンプチャンネル ボイスコミック『タタラシドー』（2022年、獅道爽真[137]）

## ディスコグラフィ

### 歌手参加作品
| 発売日         | 商品名                                       | 歌                        | 楽曲               | 備考                       |
| -------------- | -------------------------------------------- | ------------------------- | ------------------ | -------------------------- |
| 2009年3月12日  | KINYA & Alpha プロジェクト「摩天楼ブルース」 | KINYA、広野ゆき、落合福嗣 | 「摩天楼ブルース」 |                            |
| 2009年3月12日  | KINYA & Alpha プロジェクト「摩天楼ブルース」 | 加藤ひろあき、落合福嗣    | 「START DASH」     |                            |
| 2013年10月30日 | TVドラマ「猫侍」主題歌「我が道よ」           | NOAH                      | 「我が道よ」       | テレビドラマ『猫侍』主題歌 |

### キャラクターソング
| 発売日        | 商品名                                                  | 歌                                          | 楽曲                       | 備考                                                      |
| ------------- | ------------------------------------------------------- | ------------------------------------------- | -------------------------- | --------------------------------------------------------- |
| 2022年7月13日 | 「からかい上手の高木さん3&劇場版」Cover Song Collection | 高木さん with 2年2組                        | 「学園天国」               | テレビアニメ『からかい上手の高木さん3』エンディングテーマ |
| 2024年4月3日  | TVアニメ「スナックバス江」Cover Song Correction         | タツ兄（落合福嗣）                          | 「長い夜」                 | テレビアニメ『スナックバス江』エンディングテーマ          |
| 2024年4月3日  | TVアニメ「スナックバス江」Cover Song Correction         | バス江（斉藤貴美子）with タツ兄（落合福嗣） | 「ロンリー・チャップリン」 | テレビアニメ『スナックバス江』エンディングテーマ          |

## 著書
- フクシ伝説 うちのとーちゃんは三冠王だぞ！（2010年10月、集英社） ISBN 978-4-08-780585-7